# Sodus Point
Sodus Point és una població dels Estats Units a l'estat de Nova York. Segons el cens del 2000 tenia 1.160 habitants.

## Demografia
Segons el cens del 2000, Sodus Point tenia 1.160 habitants, 491 habitatges, i 327 famílies. La densitat de població era de 300,6 habitants per km².
Dels 491 habitatges en un 28,1% hi vivien nens de menys de 18 anys, en un 51,1% hi vivien parelles casades, en un 9,2% dones solteres, i en un 33,4% no eren unitats familiars. En el 27,3% dels habitatges hi vivien persones soles el 9,8% de les quals corresponia a persones de 65 anys o més que vivien soles. El nombre mitjà de persones vivint en cada habitatge era de 2,36 i el nombre mitjà de persones que vivien en cada família era de 2,83.
Per edats la població es repartia de la següent manera: un 25% tenia menys de 18 anys, un 5,3% entre 18 i 24, un 25,8% entre 25 i 44, un 30,8% de 45 a 60 i un 13,1% 65 anys o més.
L'edat mediana era de 42 anys. Per cada 100 dones de 18 o més anys hi havia 101,4 homes.
La renda mediana per habitatge era de 39.914 $ i la renda mediana per família de 44.600 $. Els homes tenien una renda mediana de 38.667 $ mentre que les dones 25.521 $. La renda per capita de la població era de 22.642 $. Entorn del 8,2% de les famílies i el 13,8% de la població estaven per davall del llindar de pobresa.